# Нефоскоп

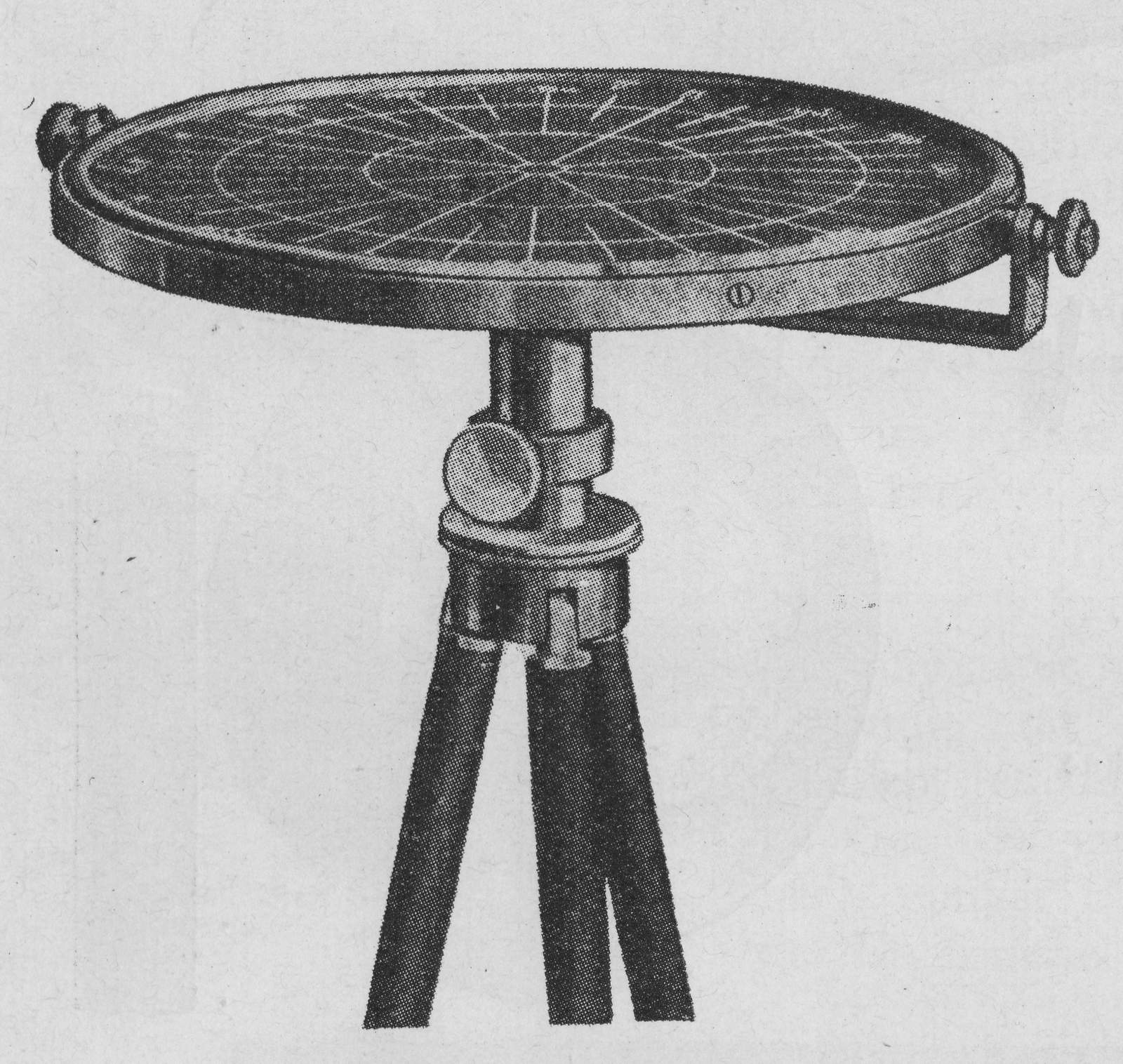

Нефоско́п (от др.-греч. νέφος — «облако») — прибор для определения скорости и направления движения облаков. Устанавливается на некоторых метеорологических станциях.
Широко распространена недостоверная легенда об изобретении нефоскопа русским аэрологом Михаилом Поморцевым в 1890-х годах. На самом деле зеркальный нефоскоп был изобретен шведским промышленником, изобретателем и метеорологом Карлом Готфридом Финеманом (Carl Gottfrid Fineman) в 1885 году и в 1890-х годах такие устройства уже использовались в России — он же разработал нефоскоп на основе теодолита с магнитной стрелкой и солнечных часов Флеше.

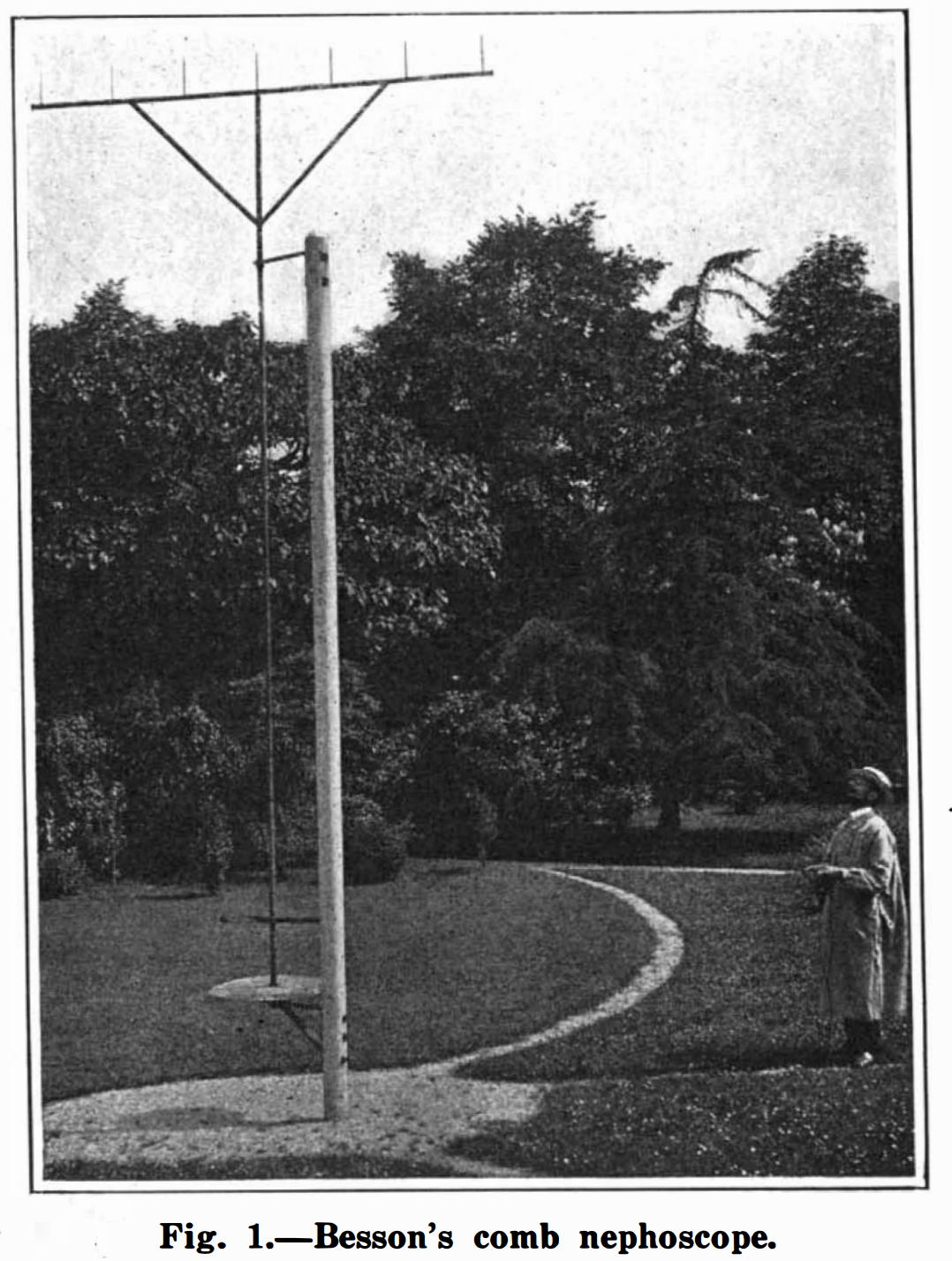
Besson's comb nephoscope

Кроме зеркального, существует нефоскоп прямого наблюдения — расческа Бессона..